# Carl Heymanns Verlag
Carl Heymanns Verlag GmbH est un ancien éditeur spécialisé dans le droit basé à Cologne. Après 2006, il est devenu une marque de Wolters Kluwer.

## Histoire
Le 1er octobre 1815, à l'âge de 23 ans, Carl Heymann (de) fonde une librairie à Glogau (province de Silésie). Plus tard, il ajoute une maison d'édition à la librairie. En 1835, il s'installe à Berlin. En 1846, Heymann est décoré par le roi de Prusse du titre de conseiller commercial. La maison d'édition commence à publier des recueils de décisions des tribunaux supérieurs prussiens. Heymann meurt en 1862.
En 1871, son petit-fils Otto Löwenstein reprend la maison d'édition. L'activité éditoriale est centrée sur le droit et l'administration. En 1918, Anni Gallus, la fille adoptive d'Otto Löwenstein, devient propriétaire de la maison d'édition. En 1945, la société mère à Berlin est détruite. En 1950, la maison d'édition s'établit d'abord à Detmold puis à Cologne. De plus, des succursales sont établies à Berlin, Munich et Bonn.

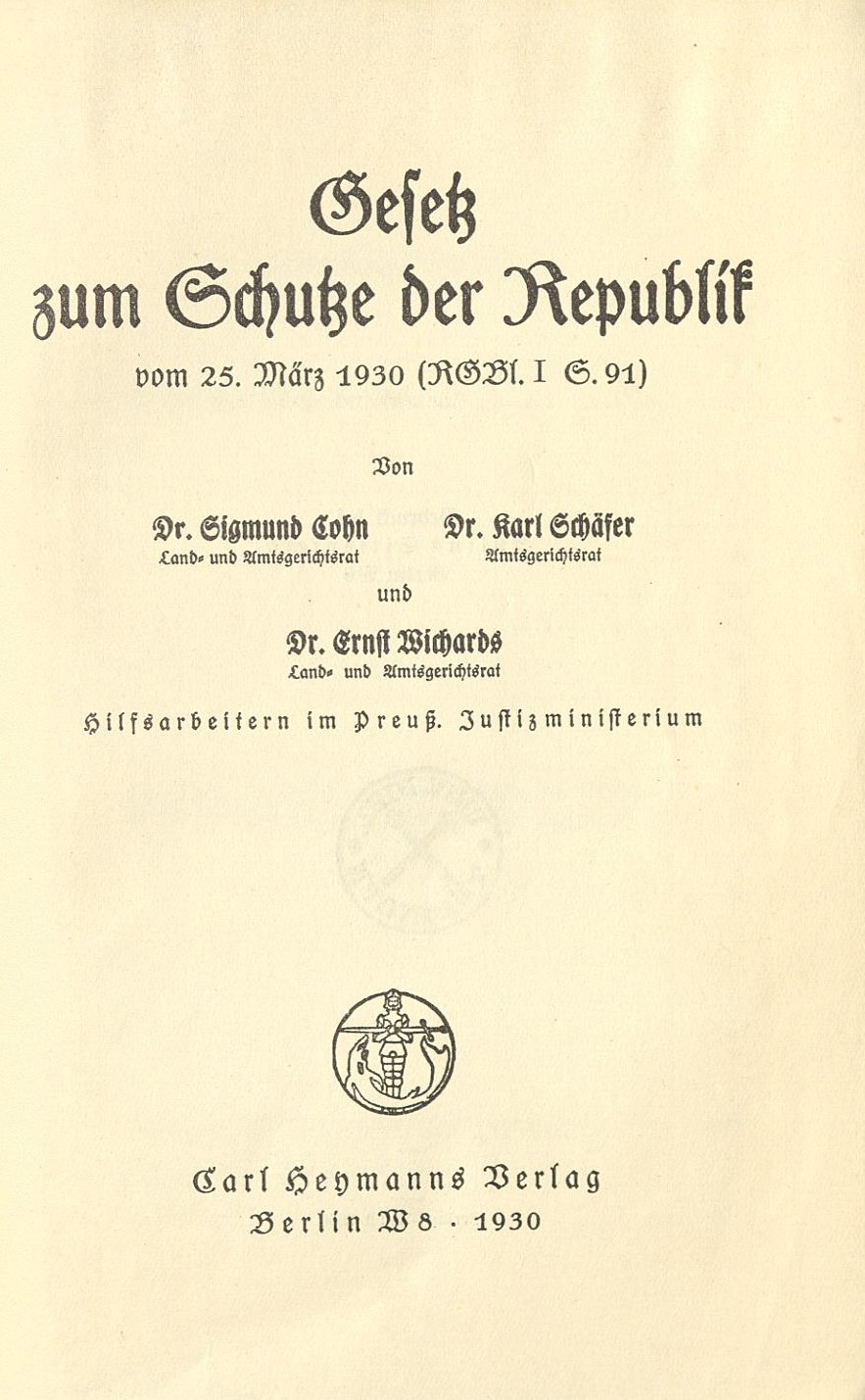
Commentaire de la (1930)

Les recueils de décisions des cours suprêmes fédérales (par ex. BGHZ (de), BGHSt (de), BVerwGE, BSGE (de)) deviennent la base du programme de la maison d'édition.
En 1986, Bertram Gallus reprend la direction de la maison d'édition après le décès de son père Hans-Jörg Gallus. En 2004, Andreas Gallus reprend la direction de l'entreprise après le décès de son oncle Bertram Gallus. En 2006, la maison d'édition est vendue au groupe de médias néerlandais Wolters Kluwer et est d'abord transformée en GmbH. Entre-temps, Carl Heymanns Verlag devient une marque de Wolters Kluwer Allemagne.
La maison d'édition publie les revues spécialisées Deutsches Verwaltungsblatt (de) (DVBl), Die Polizei (de), la Zeitschrift für Bergrecht (de) et la Zeitschrift für Luft- und Weltraumrecht (de) et InsbürO, des commentaires (par ex. Schreiber, BWahlG) et manuels (Gaedke/Barthel, Handbuch des Friedhofs- und Bestattungsrechts).